# Ronald Rawson
Ronald Rawson «Ron» Rawson (Kensington, 17 de junio de 1892-Kensington, 30 de marzo de 1952) fue un boxeador británico. Obtuvo una medalla de oro en la categoría de peso pesado durante los Juegos Olímpicos de Amberes 1920. En sus años escolares practicó cricket y en la universidad ganó combates representando a la Universidad de Cambridge. Tomó parte de la Primera Guerra Mundial obteniendo el grado de capitán en los Royal Engeneers y fue condecorado con la Cruz Militar. 
En 1920 ganó un título de la Asociación de Boxeo Amateur de Inglaterra (ABA), y ese mismo año ganó la presea dorada en Amberes. Ninguno de sus contendientes pudo durar los tres asaltos completos. De hecho, la final frente a Sverre Sorsdal fue una victoria por nocaut en el segundo asalto. Conquistó un segundo título de la ABA el año 1921. De 28 combates en su historial, 27 fueron victorias por nocaut y la restante un triunfo por puntos contra el único peleador que consiguió concluir los tres asaltos frente a Rawson.